# Kasakhstan ved sommer-OL 2016
Kasakhstan deltog ved Sommer-OL 2016 i Rio de Janeiro som blev arrangeret i perioden 5. august til 21. august 2016.

## Medaljer
| 2016 Rio de Janeiro | Guld | Sølv | Bronze | Total |
| Kasakhstan          | 3    | 5    | 9      | 17    |

### Medaljevinderne
| Kasakhstan under sommer-OL 2016 i Rio de Janeiro | Kasakhstan under sommer-OL 2016 i Rio de Janeiro | Kasakhstan under sommer-OL 2016 i Rio de Janeiro | Kasakhstan under sommer-OL 2016 i Rio de Janeiro | Kasakhstan under sommer-OL 2016 i Rio de Janeiro |
| Medalje                                          | Navn                                             | Sport                                            | Event                                            | Dato                                             |
| ------------------------------------------------ | ------------------------------------------------ | ------------------------------------------------ | ------------------------------------------------ | ------------------------------------------------ |
| Guld                                             | Nijat Rahimov                                    | Vægtløftning                                     | Mændenes 77 kg                                   | 10. august                                       |
| Guld                                             | Dmitriy Balandin                                 | Svømning                                         | Mændenes 200 m brystsvømning                     | 10. august                                       |
| Guld                                             | Daniyar Yeleussinov                              | Boksning                                         | Mændenes welterweight                            | 17. august                                       |
| Sølv                                             | Yeldos Smetov                                    | Judo                                             | Mændenes 60 kg                                   | 6. august                                        |
| Sølv                                             | Zhazira Zhapparkul                               | Vægtløftning                                     | Kvindernes 69 kg                                 | 10. august                                       |
| Sølv                                             | Vasiliy Levit                                    | Boksning                                         | Mændenes sværvægt                                | 15. august                                       |
| Sølv                                             | Adilbek Niyazymbetov                             | Boksning                                         | Mændenes letsværvægt                             | 18. august                                       |
| Sølv                                             | Guzel Manyurova                                  | Brydning                                         | Kvindernes 75 kg                                 | 18. august                                       |
| Bronze                                           | Galbadrakhyn Otgontsetseg                        | Judo                                             | Kvindernes 48 kg                                 | 6. august                                        |
| Bronze                                           | Farkhad Kharki                                   | Vægtløftning                                     | Mændenes 62 kg                                   | 8. august                                        |
| Bronze                                           | Karina Goricheva                                 | Vægtløftning                                     | Kvindernes 63 kg                                 | 9. august                                        |
| Bronze                                           | Olga Rypakova                                    | Atletik                                          | Kvindernes trespring                             | 14. august                                       |
| Bronze                                           | Alexandr Zaichikov                               | Vægtløftning                                     | Mændenes 105 kg                                  | 15. august                                       |
| Bronze                                           | Elmira Syzdykova                                 | Brydning                                         | Kvindernes 69 kg                                 | 17. august                                       |
| Bronze                                           | Yekaterina Larionova                             | Brydning                                         | Kvindernes 63 kg                                 | 18. august                                       |
| Bronze                                           | Ivan Dychko                                      | Boksning                                         | Mændenes supersværvægt                           | 19. august                                       |
| Bronze                                           | Dariga Shakimova                                 | Boksning                                         | Kvindernes mellemvægt                            | 19. august                                       |

## Svømning

### Resultater
| Dato           | Disciplin   | H/D    | Udøver            | Indledende heat | Indledende heat | Semifinale          | Semifinale          | Finale              | Finale              |
| Dato           | Disciplin   | H/D    | Udøver            | Tid             | Placering       | Tid                 | Placering           | Tid                 | Placering           |
| -------------- | ----------- | ------ | ----------------- | --------------- | --------------- | ------------------- | ------------------- | ------------------- | ------------------- |
| 6. – 7. august | 100 m bryst | Herrer | Dmitri Balandin   | 59,47           | 9 Q             | 59,45               | 8 Q                 | 59,95               | 8                   |
| 7. august      | 100 m ryg   | Damer  | Ekaterina Rudenko | 1:01,28         | 20              | ude af konkurrencen | ude af konkurrencen | ude af konkurrencen | ude af konkurrencen |